# Villa Busse, Villa Schlotterhose

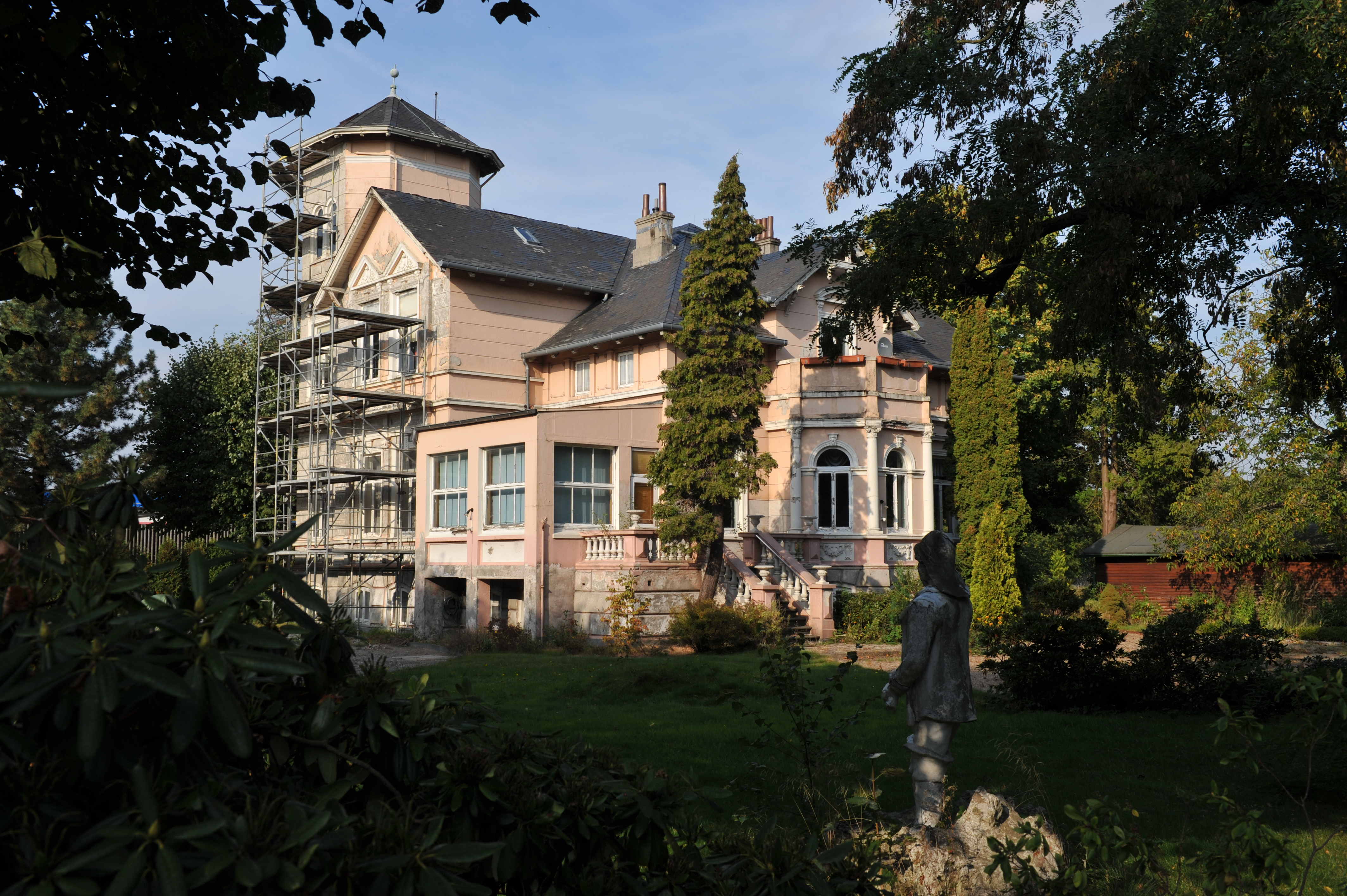
Villa Busse/Schlotterhose

Die Villa Busse bzw. Villa Schlotterhose in Bremerhaven - Wulsdorf, Weserstraße 237, entstand 1894/95 nach Plänen von Georg Fäsenfeldt.

Das Gebäude steht seit 2001 unter Bremer Denkmalschutz.

## Geschichte
Die große, zwei- bis dreigeschossige, historisierende Villa plante Georg Fäsenfeldt für den reichen Reeder Friedrich Busse. Eine Vielfalt verspielter Elemente wie Türmchen, Giebel oder Erker prägen den weißen Putzbau im Schweizerhausstil bzw. dem der Neorenaissance. Der umgebende Park wurde nach 1937 verkleinert. 
Der Maschinenbauer Conrad Schlotterhose erwarb 1920 die Villa und baute 1937/38 auf dem Gelände seine Fabrik für Fischverarbeitungsmaschinen. 2002 wurde das Haus renoviert und ein Cafe eingerichtet.